# Ygrande
Ygrande és un municipi francès, situat al departament de l'Alier i a la regió d'Alvèrnia-Roine-Alps. L'any 2007 tenia 758 habitants.

## Demografia

### Població
El 2007 la població de fet de Ygrande era de 758 persones. Hi havia 356 famílies de les quals 128 eren unipersonals (52 homes vivint sols i 76 dones vivint soles), 128 parelles sense fills, 80 parelles amb fills i 20 famílies monoparentals amb fills.
La població ha evolucionat segons el següent gràfic:
Habitants censats

### Habitatges
El 2007 hi havia 488 habitatges, 359 eren l'habitatge principal de la família, 44 eren segones residències i 86 estaven desocupats. 461 eren cases i 27 eren apartaments. Dels 359 habitatges principals, 257 estaven ocupats pels seus propietaris, 96 estaven llogats i ocupats pels llogaters i 6 estaven cedits a títol gratuït; 6 tenien una cambra, 32 en tenien dues, 60 en tenien tres, 134 en tenien quatre i 128 en tenien cinc o més. 217 habitatges disposaven pel capbaix d'una plaça de pàrquing. A 165 habitatges hi havia un automòbil i a 152 n'hi havia dos o més.

### Piràmide de població
La piràmide de població per edats i sexe el 2009 era:
| Homes | Edats   | Dones |
| ----- | ------- | ----- |
| 0     | 95 o +  | 0     |
| 4     | 90 a 94 | 0     |
| 12    | 85 a 89 | 16    |
| 4     | 80 a 84 | 12    |
| 32    | 75 a 79 | 36    |
| 20    | 70 a 74 | 36    |
| 20    | 65 a 69 | 24    |
| 36    | 60 a 64 | 16    |
| 28    | 55 a 59 | 32    |
| 28    | 50 a 54 | 12    |
| 24    | 45 a 49 | 24    |
| 20    | 40 a 44 | 20    |
| 36    | 35 a 39 | 24    |
| 32    | 30 a 34 | 16    |
| 28    | 25 a 29 | 16    |
| 24    | 20 a 24 | 12    |
| 8     | 15 a 19 | 12    |
| 8     | 10 a 14 | 24    |
| 12    | 5 a 9   | 24    |
| 8     | 0 a 4   | 16    |

## Economia
El 2007 la població en edat de treballar era de 445 persones, 309 eren actives i 136 eren inactives. De les 309 persones actives 285 estaven ocupades (155 homes i 130 dones) i 25 estaven aturades (12 homes i 13 dones). De les 136 persones inactives 63 estaven jubilades, 23 estaven estudiant i 50 estaven classificades com a «altres inactius».

### Ingressos
El 2009 a Ygrande hi havia 365 unitats fiscals que integraven 791,5 persones, la mediana anual d'ingressos fiscals per persona era de 13.894 €.

### Activitats econòmiques
Dels 45 establiments que hi havia el 2007, 2 eren d'empreses extractives, 1 d'una empresa alimentària, 1 d'una empresa de fabricació d'altres productes industrials, 7 d'empreses de construcció, 16 d'empreses de comerç i reparació d'automòbils, 1 d'una empresa de transport, 4 d'empreses d'hostatgeria i restauració, 1 d'una empresa d'informació i comunicació, 2 d'empreses financeres, 2 d'empreses immobiliàries, 3 d'empreses de serveis, 2 d'entitats de l'administració pública i 3 d'empreses classificades com a «altres activitats de serveis».
Dels 15 establiments de servei als particulars que hi havia el 2009, 1 era una oficina de correu, 1 una oficina bancària, 2 tallers de reparació d'automòbils i de material agrícola, 2 paletes, 2 fusteries, 2 lampisteries, 1 electricista, 1 perruqueria, 2 restaurants i 1 agència immobiliària.
Dels 3 establiments comercials que hi havia el 2009, 1 era una botiga de menys de 120 m², 1 una fleca i 1 una carnisseria.
L'any 2000 a Ygrande hi havia 60 explotacions agrícoles que ocupaven un total de 4.664 hectàrees.

## Equipaments sanitaris i escolars
L'únic equipament sanitari que hi havia el 2009 era una farmàcia.
El 2009 hi havia una escola elemental integrada dins d'un grup escolar amb les comunes properes formant una escola dispersa.

## Poblacions més properes
El següent diagrama mostra les poblacions més properes.